# Ius variandi
El Ius variandi es la facultad que tiene el empleador de alterar unilateralmente condiciones no esenciales del contrato individual de trabajo, quedando fuera de esa facultad, entre otros:
- Cambio de lugar de trabajo que ocasione perjuicio al trabajador.
- Alteración de la jornada laboral, sin embargo puede existir cambios en el horario de trabajo.
- Cambio de labores o prestaciones laborales que impliquen un cambio en la categoría de trabajo.
- Alteración de la remuneración pactada o de convenio.[1]

Se considera que esta facultad deriva del derecho del empleador de organizar y dirigir el trabajo de sus dependientes. El límite a la aplicación del ius variandi es un triple filtro enmarcado por su razonabilidad (que no sea arbitraria), funcionalidad (que obedezca a un motivo atendible), e indemnidad del trabajador (que no le provoque menoscabo patrimonial o moral, o que le ocasione un perjuicio material que le sea adecuadamente compensado).
Algunas legislaciones distinguen la situación del trabajador según tenga una imposibilidad absoluta o relativa a aceptar el cambio en las condiciones de trabajo. La imposibilidad es absoluta cuando por la naturaleza, gravedad o extensión de los perjuicios que se le ocasionan no puede ser obligado a aceptarlo (por ejemplo, el cambio de horario o de lugar de trabajo que le impedirían continuar los estudios que está realizando). La imposibilidad es relativa cuando el empleador puede compensar el perjuicio ocasionado (por ejemplo, pagarle un mayor gasto en el transporte desde su casa hasta el trabajo ocasionado por el cambio de lugar de trabajo), en cuyo caso el trabajador debe aceptar el cambio si el empleador se aviene a compensarle el perjuicio. 

## El ius variandi en Argentina
El art. 66 del Régimen de Contrato de Trabajo (conforme ley 26.088) dispone que "El empleador está facultado para introducir todos aquellos cambios relativos a la forma y modalidades de la prestación del trabajo, en tanto esos cambios no importen un ejercicio irrazonable de esa facultad, ni alteren modalidades esenciales del contrato, ni causen perjuicio material ni moral al trabajador. Cuando el empleador disponga medidas vedadas por este artículo, al trabajador le asistirá la posibilidad de optar por considerarse despedido sin causa o accionar persiguiendo el restablecimiento de las condiciones alteradas. En este último supuesto la acción se substanciará por el procedimiento sumarísimo, no pudiéndose innovar en las condiciones y modalidades de trabajo, salvo que éstas sean generales para el establecimiento o sección, hasta que recaiga sentencia definitiva."

## El ius variandi en España
El poder de dirección o ius variandi del empleador está reconocido en el artículo 39 del Estatuto de los Trabajadores como una manifestación del poder directivo y disciplinario del empleador. Dicho precepto le atribuye al empresario "la decisión o la iniciativa para la introducción de modificaciones sustanciales, de forma que ese poder de modificar sustancialmente las condiciones de trabajo es un verdadero derecho concedido al empleador por medio del cual éste puede variar las condiciones contractuales de sus trabajadores, e incluso -en ciertos casos- las de carácter normativo que deriven de convenios o pactos colectivos, sin necesidad de llegar a acuerdos con cada uno de ellos o con sus representantes legales". Sin embargo, no se trata de una prerrogativa absoluta, debiendo respetarse en todo caso los derechos del trabajador; se exige al empleador que acredite la concurrencia de razones técnicas u organizativas que la justifiquen y por el tiempo imprescindible para su atención. El empresario deberá comunicar su decisión y las razones de ésta a los representantes de los trabajadores (artículo 39.2 del ET).

## El ius variandi en Perú
La Ley de Productividad y Competitividad Laboral (LPCL) señala que el empleador puede modificar turnos, horas de trabajo o días, así como la forma de prestación de labores, entre otras cosas, siempre respondiendo a los principios de responsabilidad y de realidad. Específicamente, acerca del horario puede decirse lo siguiente: 
- El empleador tiene la potestad de decidir unilateralmente ampliar la jornada de trabajo, hasta máximo 8 horas diarias o 48 semanal, incrementando la remuneración proporcionalmente al tiempo modificado. (art. 3, D.S. 007-2002-TR)
- Se puede cambiar la cantidad de días de la semana laborales, sin alterar la cantidad de horas de trabajo, repartiendo las horas en los días de la semana restantes. Debe mantenerse el límite de horas trabajadas en 48 semanales. (art. 2, inciso c., D.S. 007-2002-TR)
- "Si se trata de una modificación colectiva del horario de trabajo que es mayor a una hora y la mayoría de los trabajadores no están de acuerdo, los trabajadores pueden ir dentro de los 5 días siguientes del cambio a la Autoridad Administrativa del Trabajo (AAT), la cual decidirá si el cambio procede o no. Los trabajadores podrían ir a la Subdirección de Negociaciones Colectivas, con documentos que acrediten la modificación y una Declaración Jurada firmada por la mayoría de los trabajadores afectados. La AAT notifica al empleador, quien tiene 3 días para responder contradiciendo o justificando la medida tomada. Luego, la AAT resuelve la impugnación en 5 días hábiles. (art. 6 D.S. 007-2002-TR; art. 12, D.S. 008-2002-TR"[4]
- Las horas extra son voluntarias en su otorgamiento y en su realización; pero se convierten en obligatorias si hay un hecho fortuito o de fuerza mayor que las justifiquen.La hora extra debe remunerarse si el trabajador acredita haberlas realizado, aún sin autorización expresa de la empresa. (art. 9, D.S. 007-2002-TR; art. 18, 19, 22 y 23 D.S. 008- 2002-TR)[4]